# معركة هونغ كونغ
معركة هونغ كونغ (8-25 ديسمبر عام 1941) هي واحدةٌ من أولى معارك حرب المحيط الهادئ خلال الحرب العالمية الثانية، اندلعت في ذات صباح وقوع الهجوم على بيرل هاربر، حيث غزت قوات إمبراطورية اليابان منطقة هونغ كونغ البريطانية ولاقت مقاومةً عنيفة، شكَّلها جنود صينيون من أهل المدينة إلى جانب الحامية البريطانية والكندية والهندية. هجر المدافعون اليابسة القارية خلال أقل من أسبوع، ثم استسلموا تماماً خلال أسبوعين بعد أن باتت مواقعهم على جزيرة هونغ كونغ غير ممكنة الدفاع.

## الخلفية
نظرت المملكة المتحدة للمرة الأولى إلى اليابان كتهديدٍ بعد بدء تفسخ الاتحاد الأنغلو ياباني في مطلع العشرينيات، وذلك على إثر تصعُّد الحرب اليابانية الصينية الثانية. وقد احتلَّت اليابان في 21 أكتوبر عام 1938 ولاية مدينة غوانغزو الصينية، ممَّا ترك منطقة هونغ كونغ محاصرةً دون منفذ برّي خارج أراضي اليابان. منذ ذلك الحين، توقَّع العديد من الاستراتيجيين البريطانيين أن الدفاع عن المدينة في حالة غزوٍ ياباني قد يكون صعباً جداً. رغم ذلك، تقرَّر بحلول عام 1940 تخفيض حجم الحامية البريطانية في هونغ كونغ إلى عدد رمزي، وكانت هذه هي الحال عند بدء معركة هونغ كونغ.
وفقًا للدليل التاريخي للأكاديمية العسكرية الأمريكية: «السيطرة اليابانية على كانتون وجزيرة هاينان والهند الصينية الفرنسية وفورموزا حددت مصير هونج كونج فعليًا قبل إطلاق الرصاصة الأولى». استهان الجيش البريطاني في هونغ كونغ بشكل كبير بقدرات القوات اليابانية، وقلل من أهمية التقييمات التي تفيد بأن اليابانيين كانوا يشكلون تهديدًا خطيرًا باعتبارهم «غير وطنيين» و«متمردين». قدم القنصل الأمريكي روبرت وارد، وهو أعلى مسؤول أمريكي عُين في هونج كونج في الفترة التي سبقت اندلاع الأعمال القتالية، تفسيرًا مباشرًا للانهيار السريع للدفاعات في هونغ كونغ بقوله إن الجالية البريطانية المحلية لم تُعد نفسها أو الشعب الصيني بشكل كافٍ للحرب إلى جانب تسليطه الضوء على المواقف المتحيزة التي اتخذها أولئك الذين يحكمون المستعمرة الملكية في هونغ كونغ بقوله أن: «العديد منهم (الحكام البريطانيون) يفضلون بصراحة تسليم الجزيرة إلى اليابانيين بدلاً من تسليمها إلى الصينيين، الذين كانوا يقصدون بذلك بأنه بدلاً من استخدام الصينيين للدفاع عن المستعمرة يفضلون تسليمها لليابانيين». وفقًا للقنصل الأمريكي روبرت وارد، «عندما اندلع القتال حقيقي، كان الجندي البريطاني هو الذي كسر خط الدفاع وهرب. حارب الأوروبيون جيدًا وكذلك فعل الهنود، لكن انكسر خط كولون الدفاعي عندما سلمته القوات الإسكتلندية الملكية. تكرر هذا الأمر على البر الرئيسي». كتب العقيد رينولدز كوندون، الملحق العسكري المساعد بالجيش الأمريكي الذي شهد المعركة وأسره اليابانيون، ملاحظاته حول الاستعداد العسكري قبل بدء الأعمال العدائية وأيضًا تنفيذ العمليات بعد ذلك.

### الجيش الهندي
خلال الحرب العالمية الثانية، شارك جنود الجيش الهندي في معركة هونغ كونغ. تولى فوج راجبوت 5/7 حامية في هونغ كونغ في يونيو 1937 تلاه فوج بنجاب 2/14 في نوفمبر 1940. اندمجت القوات الهندية أيضًا مع العديد من الأفواج في الخارج، على سبيل المثال فوج المدفعية الملكي في هونج كونج وسنغافورة الذي كان يحوي مدفعيين هنود (من السيخ). كان فيلق هونغ كونغ ميول مشكلًا بالكامل تقريبًا من مسلمي دوجراس وبنجاب. اعتنى الكادر الطبي من الخدمة الطبية الهندية بالمصابين في القتال. عانى المحاربون القدامى من الهند الذين كانوا يعملون كحراس للأمن في هونغ كونغ من خسائر «هائلة بشكل مروع».
كانت اثنتان من الكتائب الثلاث المتمركزة على خط جين درنكر من الجيش الهندي: الكتيبة 2/14 من فوج بنجاب في القسم الأوسط والكتيبة 5/7 من فوج راجبوت في القطاع الشرقي. عُينت الكتيبة الثانية من الاسكتلنديين الملكيين في القطاع الغربي. عندما أُمر لواء المشاة على البر الرئيسي بالانسحاب إلى جزيرة هونغ كونغ، كُلفت قوات راجبوت بالدفاع عن القطاع الشمالي الشرقي وقوات البنجاب بالدفاع عن القطاع الشمالي الغربي بما في ذلك مدينة فيكتوريا (مدينة هونج كونج). أُعيد تعيين الاسكتلنديين الملكيين إلى واناشي فيلتر بيدس.
نُشرت التفاصيل المتعلقة بمشاركة الأفراد العسكريين من شبه القارة الهندية في معركة هونغ كونغ في «التاريخ الرسمي للقوات المسلحة الهندية في الحرب العالمية الثانية، 1939-1945. الحملات في جنوب شرق آسيا، 1941-1942. هونغ كونغ وملايا وسراوق وبورنيو»، الذي يُستمد بشكل كبير من تقارير مكتب الحرب في المملكة المتحدة التي ظهرت في صحيفة ذا لندن غازيت العدد 38183 «العمليات في الشرق الأقصى، من 17 أكتوبر 1940 وحتى 27 ديسمبر 1941» (أرسله قائد سلاح الجو، المارشال السير روبرت بروك-بوبهام، القائد الأعلى للشرق الأقصى) والعدد 38190 من صحيفة ذا لندن غازيت «العمليات في هونج كونج من 8 إلى 25 ديسمبر 1941 (أرسله اللواء كريستوفر ميشيل مالتبي، الضابط العام المشرف على القوات البريطانية في الصين).
حصلت الكتيبتان من فوجي الجيش الهندي من الراج البريطاني على مرتبة الشرف في المعركة للدفاع عن هونغ كونغ: شاركت الكتيبة الخامسة من فوج راجبوت السابع والكتيبة الثانية من فوج بنجاب الرابع عشر بالقتال خلال الهجوم الياباني على شبه جزيرة كولون (طريق تايبو، وحصن شينغ مون، وقمة الشيطان (ديفل) وقمة ما لاو تونغ وجزيرة هونغ كونغ (لايمون، والنقطة الشمالية (نورث بوينت)، وخليج كواري، وشاي وان، وهضاب لايتون وشوسون وبريك، ووان شاي، والوادي السعيد (هابي فالي)، وونغ ناي شونغ غاب، وجبل باريش).
كان أول تبادل كبير لإطلاق النار مع قوات الجيش الإمبراطوري الياباني مع كتيبة بنجاب 2/14 في الساعة 15:00 (الثالثة بعد الظهر) بعد أن عبر الغزاة إلى سهل لفان. في 8 ديسمبر 1941، سفكت القوات المتقدمة من كتيبة بنجاب 2/14 الدماء أولًا عند قضائها على مفرزة في الساعة 18:30 (الثالثة والنصف بعد الظهر) والقضاء تقريبًا بالكامل على فصيلة يابانية على طريق تايبو في الساعة 19:30 (الرابعة والنصف بعد الظهر).